# زيلبور متبدل
زيلبور متبدل (الاسم العلمي:Xyleborus mutabilis) هو نوع من الحشرات يتبع جنس الزيلبور من فصيلة السوسية الحقيقية.